# Triepeolus donatus
Triepeolus donatus är en biart som först beskrevs av Smith 1854.  Triepeolus donatus ingår i släktet Triepeolus och familjen långtungebin. Inga underarter finns listade i Catalogue of Life.

## Bildgalleri

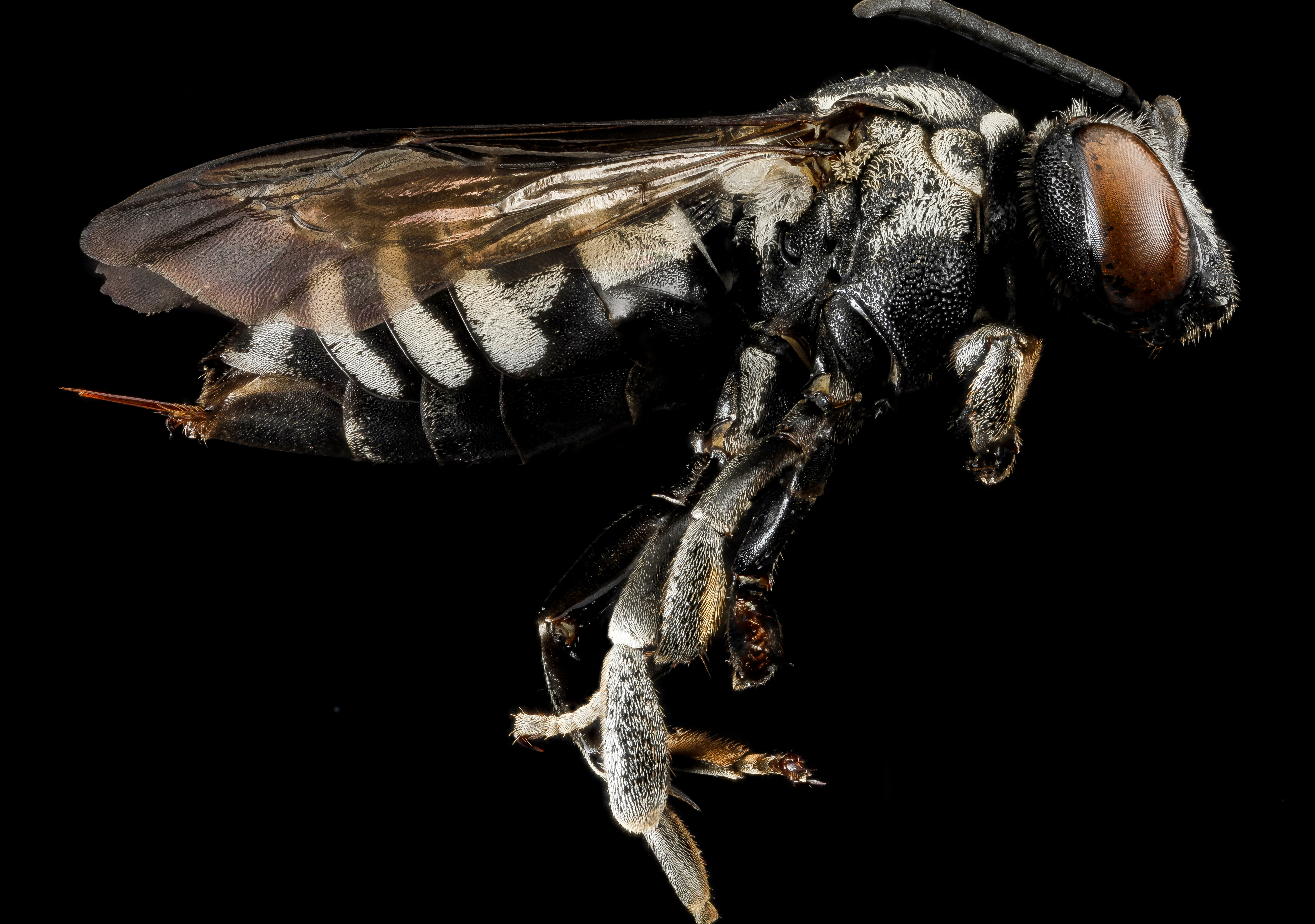
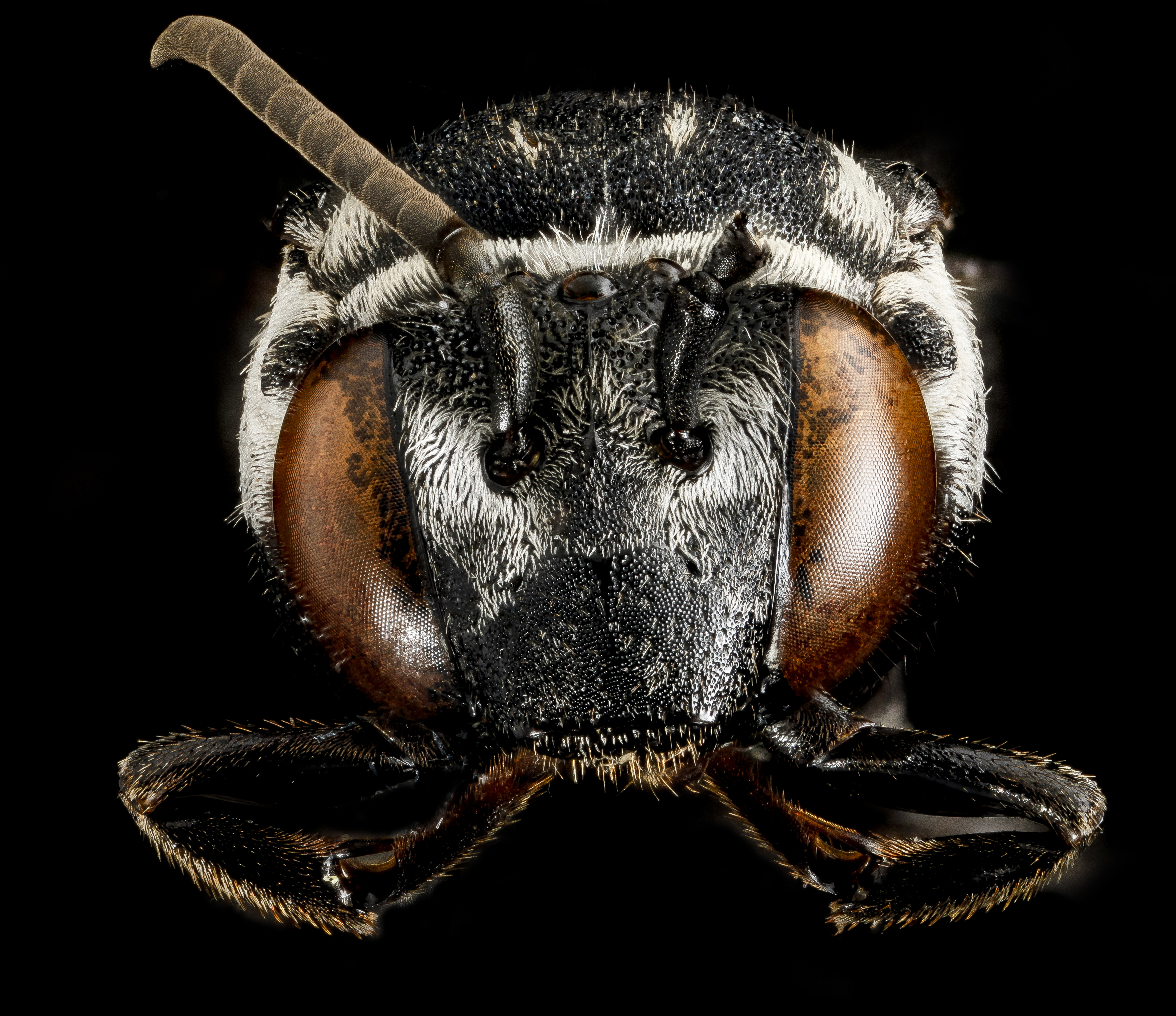